# Alojzij Cvikl
Alojzij Cvikl SJ (ur. 19 czerwca 1955 w Celje) – słoweński duchowny katolicki, jezuita, arcybiskup Mariboru od 2015.

## Życiorys
Święcenia kapłańskie otrzymał 3 lipca 1983 w zakonie jezuitów. Po święceniach pracował w jednej z zakonnych parafii w Lublanie, a następnie kierował internatem przy archidiecezjalnym instytucie w tymże mieście. W latach 1995–2001 był prowincjałem, a w latach 2001–2010 przebywał w Rzymie, pełniąc funkcję rektora Papieskiego Kolegium Rosyjskiego. Po powrocie do kraju został ekonomem archidiecezji mariborskiej.
14 marca 2015 papież Franciszek mianował go ordynariuszem archidiecezji Mariboru. Sakry udzielił mu 26 kwietnia 2015 nuncjusz apostolski w Słowenii  - arcybiskup Juliusz Janusz.
13 marca 2017 wybrany wiceprzewodniczącym Konferencji Episkopatu Słowenii.